# نادین دوانی
نادین دوانی (انگلیسی: Nadin Dawani؛ زادهٔ ۲۰ آوریل ۱۹۸۸) تکواندوکار اهل اردن است.